# Toftlund
Toftlund es un pueblo danés perteneciente al municipio de Tønder, en la región de Dinamarca Meridional.
Tiene 3281 habitantes en 2016, lo que lo convierte en la tercera localidad más importante del municipio tras Tønder y Løgumkloster.
Se sitúa al noreste del municipio, sobre la carretera 25 que une Tønder con Kolding.